# Hexatoma (Eriocera) farriana
Hexatoma (Eriocera) farriana is een tweevleugelige uit de familie steltmuggen (Limoniidae). De soort komt voor in het Neotropisch gebied.